# Leuchtturm Yttergrund
Der Leuchtturm Yttergrund (finnisch Yttergrund majakka) ist benannt nach einer der gleichnamigen Schäreninseln in der westfinnischen Landschaft Österbotten in der Bottensee. Die etwas mehr als 13 ha große Leuchtturminsel Yttergrund befindet sich zwischen den Städten Vaasa und Pori an der Schärenküste des Bottnischen Meerbusens. Die Hafenstadt Kristinestad liegt ca. 30 km nördlich.

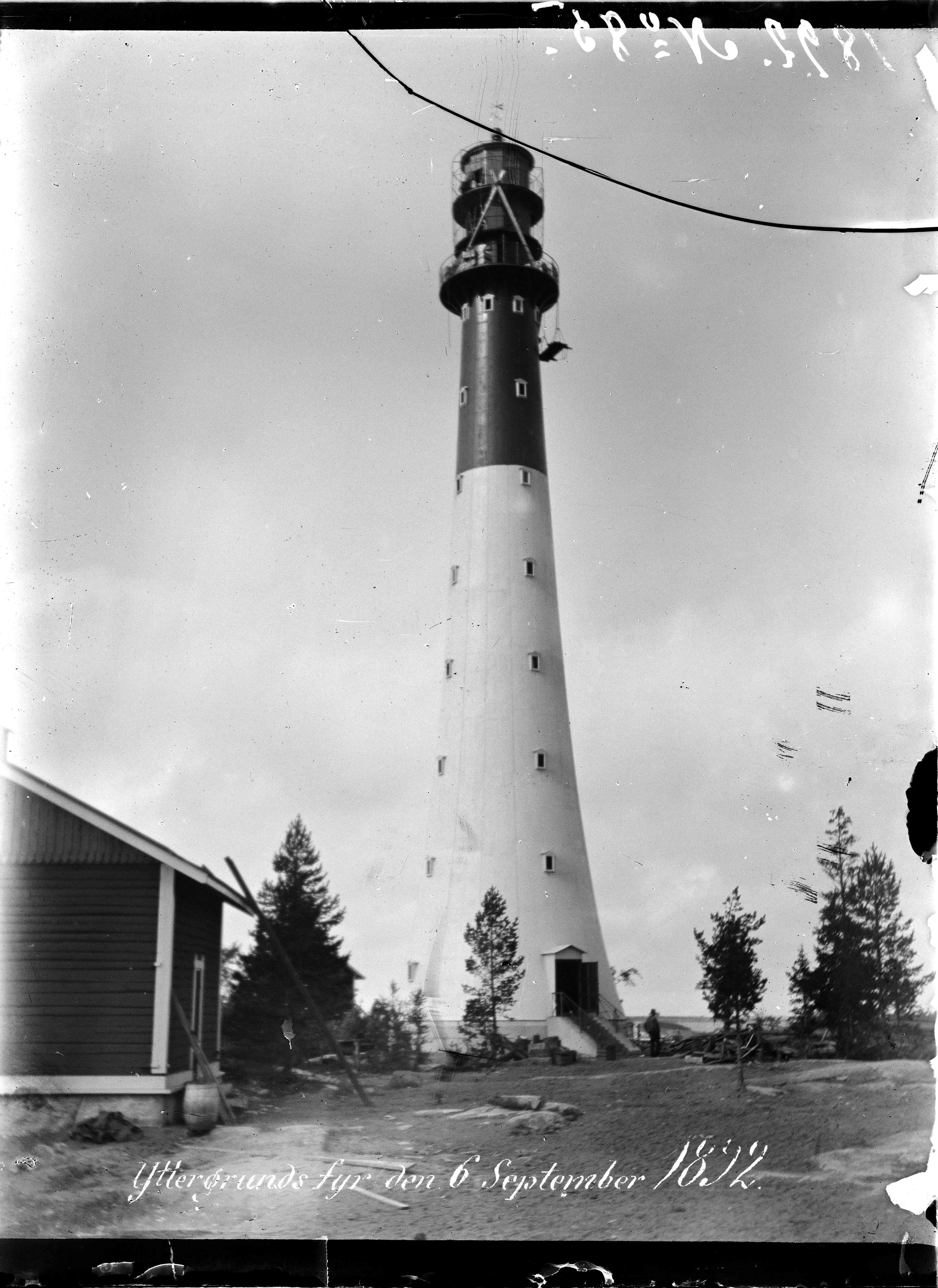

## Geschichte
In den 1880er Jahren war die mittlere Küste der Bottensee von Säpi bis Sälgrund noch das dunkelste Gebiet im Bottnischen Meerbusen, so dass man es für notwendig hielt, einen Leuchtturm dazwischen zu errichten. Als neuer Standort für den Leuchtturm wurde Yttergrund vorgeschlagen. So wurde das 1858 erbaute Lotsenhaus auf Yttergrund erneuert und erhöht. Gleichzeitig mit dem Bau des Leuchtturms wurden auch die Gebäude für das Leuchtturmwärter-Personal des Leuchtturms fertiggestellt. Der Architekt Florentin Granholm (1836–1922)() entwarf und zeichnete die Gebäude, die für die Unterbringung der Leuchtturmwärter erforderlich waren, u. a. die vom Leuchtturm Tankar und Yttergrund. Auf einer Gedenktafel an der Mole von Märket wird er genannt.

## Leuchtturm
Der Lotsendirektor Otto Gadd schlug den Bau eines eisernen Leuchtturms auf dem Yttergrund vor, der so hoch sein sollte, dass das Licht aus einer Entfernung von 15,5 Seemeilen in einer Höhe von 3 Metern sichtbar sein würde.
Am 20. März 1891 schrieb die Lotsenbehörde den Bau eines Leuchtturms, eines Steinsockels, einer Laterne, einer Beleuchtungsanlage und von Gebäuden für das Personal aus. Die Angebote für die Arbeiten gingen aus dem Ausland ein. Der Bau des Leuchtturms und des Sockels wurde an die Firma Kone- und Siltarakennus Oy vergeben, die Laterne und die Beleuchtungsanlage an F. Barbier & Cie (seit 1901 BBT).
Der Leuchtturm wurde auf massivem Felsen am höchsten Punkt der Insel errichtet. Das Fundament des Leuchtturms wurde im Fels verankert und aus Stahlbeton mit einer Dicke von fast 2 m gegossen. Der Durchmesser betrug 10 m.
Der schlanke, sich verjüngende Stahlturm ist 43,6 m hoch und aus 7 mm dicken Stahlplatten konstruiert.
Zu Beginn des Sommers 1892 stand der 2 m hohe Sockel mit einem Umfang von 32 m bereits auf dem Yttergrund und wartete auf die Montage der Beleuchtungskörper, die aus Frankreich kamen und von Josef Frez, einem Monteur, der den Eiffelturm in Paris gebaut hatte, installiert wurden. Der Leuchtturm wurde am 18. September 1892 fertiggestellt, als die Beleuchtungsanlage zum ersten Mal eingeschaltet wurde. Das Beleuchtungssystem war einzigartig in den nordischen Ländern. Die Reichweite des Lichts betrug 13,7 Seemeilen. Der Leuchtturm Yttergrund war der höchste Leuchtturm in Skandinavien, bis 1906 der Leuchtturm Bengtskär fertig gestellt wurde.
Innen ist der Turm in 10 Zwischengeschosse unterteilt. Über eine Wendeltreppe mit 230 Stufen gelangt man hinauf zur Laterne. Der Sicherheitsraum befindet sich im 8. Stock.
Die Struktur des Turms erregte auch im Ausland Interesse und die Bau-Zeichnungen wurden im Pavillon des Großherzogtum Finnland auf der Weltausstellung Paris 1900 ausgestellt.
Die kerosinbetriebene Beleuchtungsanlage des Leuchtturms wurde später auf eine gasbetriebene umgestellt. Im Jahr 1963 wurde der Leuchtturm automatisiert und seine Leuchtturmwärter-Besatzung abgezogen.

## Heute
Seit dem Sommer 2021 wurde die Anlage restauriert und durch die Finnische Leuchtturmgesellschaft werden das Leuchtturmwärterhauses und die dazugehörigen Gebäude verwaltet.
Die Leuchttürme in Finnland werden von der Abteilung Wasserstraßen der finnischen Verkehrsbehörde (Liikennevirasto) unterhalten.